# Emakumeen Saria
L' Emakumeen Saria, coneguda també com a Durango-Durango Emakumeen Saria, és una cursa ciclista femenina que es disputa anualment a Durango al País Basc. Creada el 1997, es corre un dia abans que l'Emakumeen Bira.
Està organitzada per la Societat Ciclista Duranguesa.

## Palmarès
| Any  | Vencedor               | Segon                              | Tercer                |
| ---- | ---------------------- | ---------------------------------- | --------------------- |
| 2001 | Sara Felloni           | Ruth Martínez                      | Rosa María Bravo Soba |
| 2002 | Joane Somarriba Arrola | Marta Vilajosana Andreu            | Rosa María Bravo Soba |
| 2003 | Joane Somarriba Arrola | Eneritz Iturriagaetxebarria Mazaga | Edita Pučinskaitė     |
| 2004 | Joane Somarriba Arrola | Jolanta Polikevičiūtė              | Edita Pučinskaitė     |
| 2005 | Mirjam Melchers        | Trixi Worrack                      | Theresa Senff         |
| 2006 | Susanne Ljungskog      | Dorte Lohse                        | Theresa Senff         |
| 2007 | Edita Pučinskaitė      | Mirjam Melchers                    | Marta Bastianelli     |
| 2009 | Noemi Cantele          | Judith Arndt                       | Emma Johansson        |
| 2010 | Marianne Vos           | Emma Johansson                     | Annemiek van Vleuten  |
| 2011 | Marianne Vos           | Emma Johansson                     | Judith Arndt          |
| 2012 | Emma Pooley            | Charlotte Becker                   | Judith Arndt          |
| 2013 | Marianne Vos           | Emma Johansson                     | Evelyn Stevens        |
| 2014 | Marianne Vos           | Lizzie Armitstead                  | Emma Johansson        |
| 2015 | Emma Johansson         | Katarzyna Niewiadoma               | Elena Cecchini        |
| 2016 | Megan Guarnier         | Elisa Longo Borghini               | Emma Johansson        |
| 2017 | Annemiek van Vleuten   | Shara Gillow                       | Eider Merino Cortázar |
| 2018 | Anna van der Breggen   | Annemiek van Vleuten               | Sabrina Stultiens     |
| 2019 | Lucy Kennedy           | Amanda Spratt                      | Soraya Paladin        |
| 2020 | Annemiek van Vleuten   | Anna van der Breggen               | Elisa Longo Borghini  |
| 2021 | Anna van der Breggen   | Annemiek van Vleuten               | Cecilie Uttrup Ludwig |
| 2022 | Pauliena Rooijakkers   | Veronica Ewers                     | Cecilie Uttrup Ludwig |
| 2023 | Ashleigh Moolman       | Ane Santesteban González           | Claire Steels         |
| 2024 | Cédrine Kerbaol        | Évita Muzic                        | Thalita de Jong       |
| 2025 |                        |                                    |                       |